# Provincia marítima de Granada
La provincia marítima de Granada es una de las treinta provincias marítimas en que se divide el litoral de España. Su matrícula es GR. Fue creada en 2004 por Real Decreto, y sus límites comprenden la costa de la provincia de Granada. Está compuesta por el distrito marítimo de Motril (GR-1) con su puerto.
Con la creación de esta provincia marítima —la tercera más pequeña de España, solo superada por Melilla y Ceuta—, el Gobierno satisfizo el deseo expresado por los ciudadanos de la provincia de Granada, cuyos buques y embarcaciones tenían, hasta entonces, la matrícula de Almería.
Los buques existentes e inscritos en los anteriores distritos marítimos cuyos puertos de matrícula se encontraran situados en la nueva provincia marítima de Granada, conservan su indicativo de matrícula hasta su baja, aunque, a petición expresa de sus titulares, podrán darse de alta en la provincia marítima granadina.
La Ley de Puertos del Estado y de la Marina Mercante de 24 de noviembre de 1992 establece la obligación de regular las provincias marítimas dentro de la estructura periférica de la Administración Marítima.
- Datos: Q6088982